# A 6888. zászlóalj
A 6888. zászlóalj (eredeti cím: The Six Triple Eight) 2024-ben bemutatott amerikai háborús filmdráma, amelyet Tyler Perry rendezett. A főbb szerepekben Kerry Washington, Ebony Obsidian, Dean Norris, Milauna Jackson, Sam Waterston és Oprah Winfrey látható.
Amerikában és Magyarországon 2024. december 20-án mutatták be a Netflixen.

## Cselekmény
A második világháború vége felé az amerikai katonák harci kedve jelentősen csökkent, részben a családjuktól való hosszú elválás miatt. Eleanor Roosevelt ösztönzésére úgy döntenek, gondoskodnak arról, hogy a katonáktól vagy a katonáknak küldött számos levelet, amelyek közül néhányat három éve nem adtak át, kézbesítsenek. A Charity Adams őrnagy által vezetett 6888. zászlóalj a Női Hadtest szinte kizárólag fekete katonanőkből álló egysége. 
A rendkívül kedvezőtlen körülmények, a rasszista incidensek és az egység bukását akaró fehér felettesek zavaró intézkedései ellenére a 855 nőnek sikerül a Birmingham melletti raktárban tárolt 17 millió levelet kiválogatni és kézbesíteni, méghozzá a megadott időnél sokkal gyorsabban. A végre hazulról érkező hírek fellendítették az Európában szolgáló katonák morálját, és reményt adtak családjaiknak. Az egységet azonban csak évtizedekkel később ismerték el a hatalmas feladattal szemben nyújtott rendkívüli teljesítményéért. 

## Szereplők
| Szerep                 | Színész                | Magyar hang       |
| ---------------------- | ---------------------- | ----------------- |
| Charity Adams őrnagy   | Kerry Washington       | Pikali Gerda      |
| Lena Derriecott King   | Ebony Obsidian         | Lamboni Anna      |
| Halt tábornok          | Dean Norris            | Barbinek Péter    |
| Franklin Roosevelt     | Sam Waterston          | Borbiczki Ferenc  |
| Mary McLeod Bethune    | Oprah Winfrey          | Kocsis Mariann    |
| Eleanor Roosevelt      | Susan Sarandon         | Bánsági Ildikó    |
| Noel Campbell százados | Milauna Jackson        | Solecki Janka     |
| Bernice Baker          | Kylie Jefferson        | Csifó Dorina      |
| Johnnie Mae            | Shanice Shantay        | Illésy Éva        |
| Dolores Washington     | Sarah Jeffery          | Urbán-Szabó Fanni |
| Elaine White           | Pepi Sonuga            | Pekár Adrienn     |
| Mary Kathryn           | Sarah Helbringer       | Laudon Andrea     |
| Hugh Bell közlegény    | Jay Reeves             | Hám Bertalan      |
| Vera Scott             | Jeanté Godlock         | Kovács Kinga      |
| Inez Bright            | Moriah Brown           | Fábián Nikolett   |
| Abram David            | Gregg Sulkin           | Baráth István     |
| Emma Derriecott        | Donna Biscoe           | Makay Andrea      |
| Susie                  | Baadja-Lyne Odums      | Zsurzs Kati       |
| Davenport ezredes      | Jeffery Thomas Johnson | Seder Gábor       |

### Magyar változat
- Magyar szöveg: Hanák János
- Hangmérnök: Zakar Sándor
- Vágó: Pilipár Éva
- Gyártásvezető: Masoll Ildikó
- Szinkronrendező: Kemendi Balázs
- Produkciós vezető: Fekete Márk

A szinkront a Direct Dub Studios készítette el.

## A film készítése
2022 decemberében jelentették be, hogy Tyler Perry írja és rendezi A 6888. zászlóalj   című filmet a Netflix számára. A film Kevin M. Hymel történész "Fighting a Two-Front War" című cikkén alapul, amely a WWII History magazin 2019. februári számában jelent meg. 2023 januárjában bejelentették a szereplőgárdát, köztük Kerry Washingtont, Sam Waterstont, Susan Sarandont és Oprah Winfreyt.
A forgatás 2023. január 17-én kezdődött Atlantában. 2023. februárban Little Germanyben zajlott a forgatás. 2023. március 28-án Cedartownban forgattak.

## Bemutató
A hírek szerint 2024 februárjában A 6888. zászlóalj bekerül a Netflix 2024-es megjelenési listájába, a film konkrét dátumát azonban még nem jelentették be. 2024 augusztusában bejelentették, hogy a film 2024. december 6-án korlátozott számú mozikban kerül bemutatásra, két héttel később, december 20-án pedig Netflix streaming formájában.